# Пополи
Пополи (итал. Popoli) —  коммуна в Италии, расположена в регионе Абруццо, подчиняется административному центру Пескара.
Население составляет 5607 человек (на 2004 г.), плотность населения составляет 164 чел./км². Занимает площадь 34 км². Почтовый индекс — 65026. Телефонный код — 085.
Покровителем коммуны почитается святой Вонифатий Римский, празднование 14 мая.